# Klaas Lodewyck

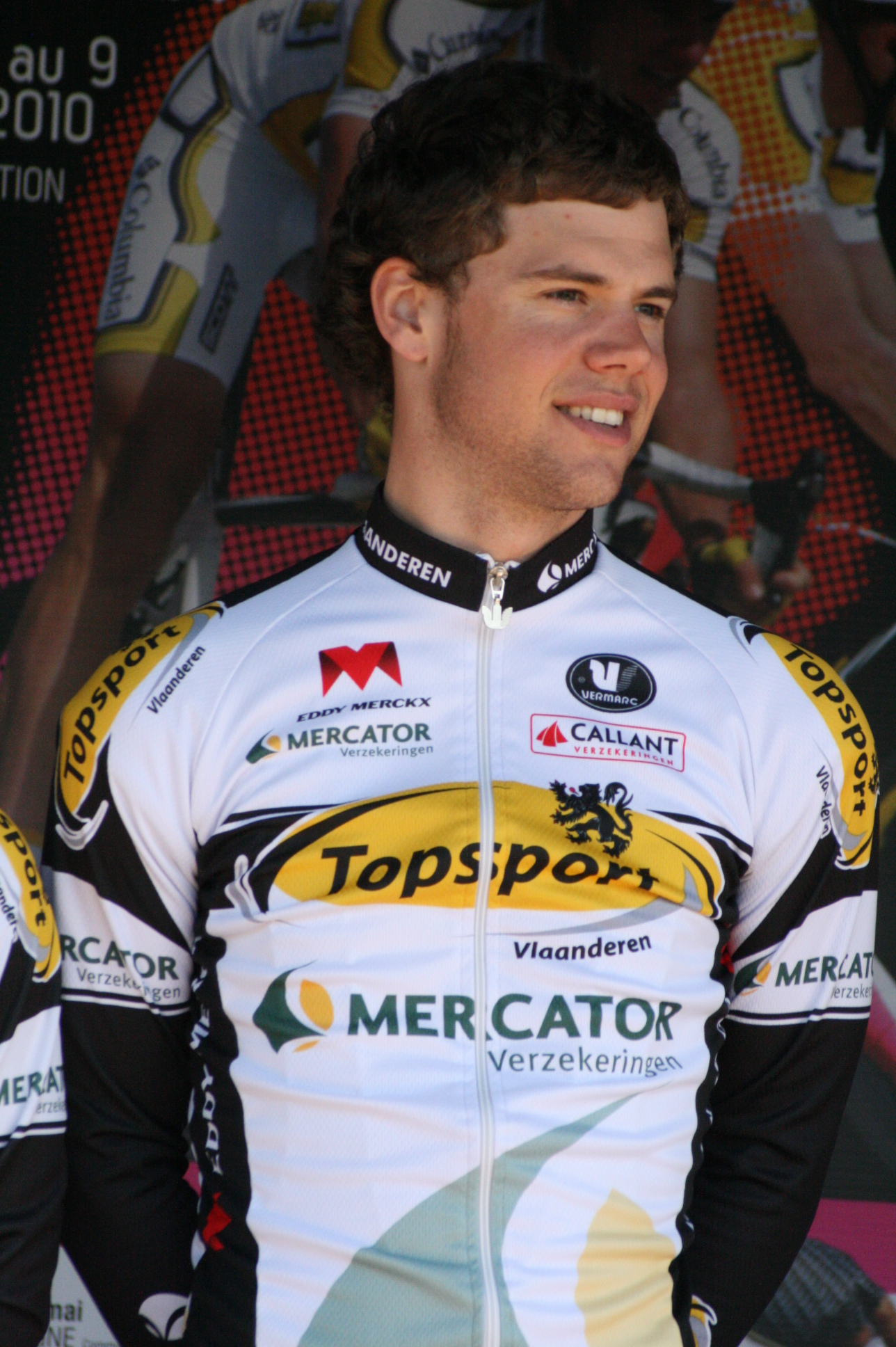
Klaas Lodewyck bei den Vier Tagen von Dünkirchen 2010

Klaas Lodewyck (* 24. März 1988 in Roeselare) ist ein ehemaliger belgischer Radrennfahrer.

## Sportliche Laufbahn
Klaas Lodewyck gewann 2005 die Juniorenaustragung des Klassikers Omloop Het Volk. Im nächsten Jahr war er auf einem Teilstück der Münsterland Tour erfolgreich. In der Saison 2007 fuhr er für die Nachwuchsmannschaft Wielergroep Beveren 2000, mit der er jeweils eine Etappe bei der Ronde de l’Oise und bei Triptyque des Barrages gewann.
Im August 2014 wurde bekannt, dass Lodewyck wegen Herzproblemen auf unbestimmte Zeit als Leistungsradsportler pausieren wird. Es folgte eine Operation. Im Dezember 2015 erklärte Lodewyck seinen endgültigen Rücktritt vom Leistungsradsport, um in die sportliche Leitung von BMC zu wechseln.

## Erfolge
2007
- eine Etappe Ronde de l’Oise
- eine Etappe Triptyque des Barrages

## Grand Tours-Platzierungen
| Grand Tour            | 2011 | 2012 | 2013 | 2014 | 2015 |
| --------------------- | ---- | ---- | ---- | ---- | ---- |
| Giro d’ItaliaGiro     | 147  | –    | DNF  | –    | –    |
| Tour de FranceTour    | –    | –    | –    | –    | –    |
| Vuelta a EspañaVuelta | –    | 116  | 120  | –    | –    |

## Teams
- 2008 Rabobank Continental
- 2009–2010 Topsport Vlaanderen-Mercator
- 2011 Omega Pharma-Lotto
- 2012–2014 BMC Racing Team